# Óleo de abacate

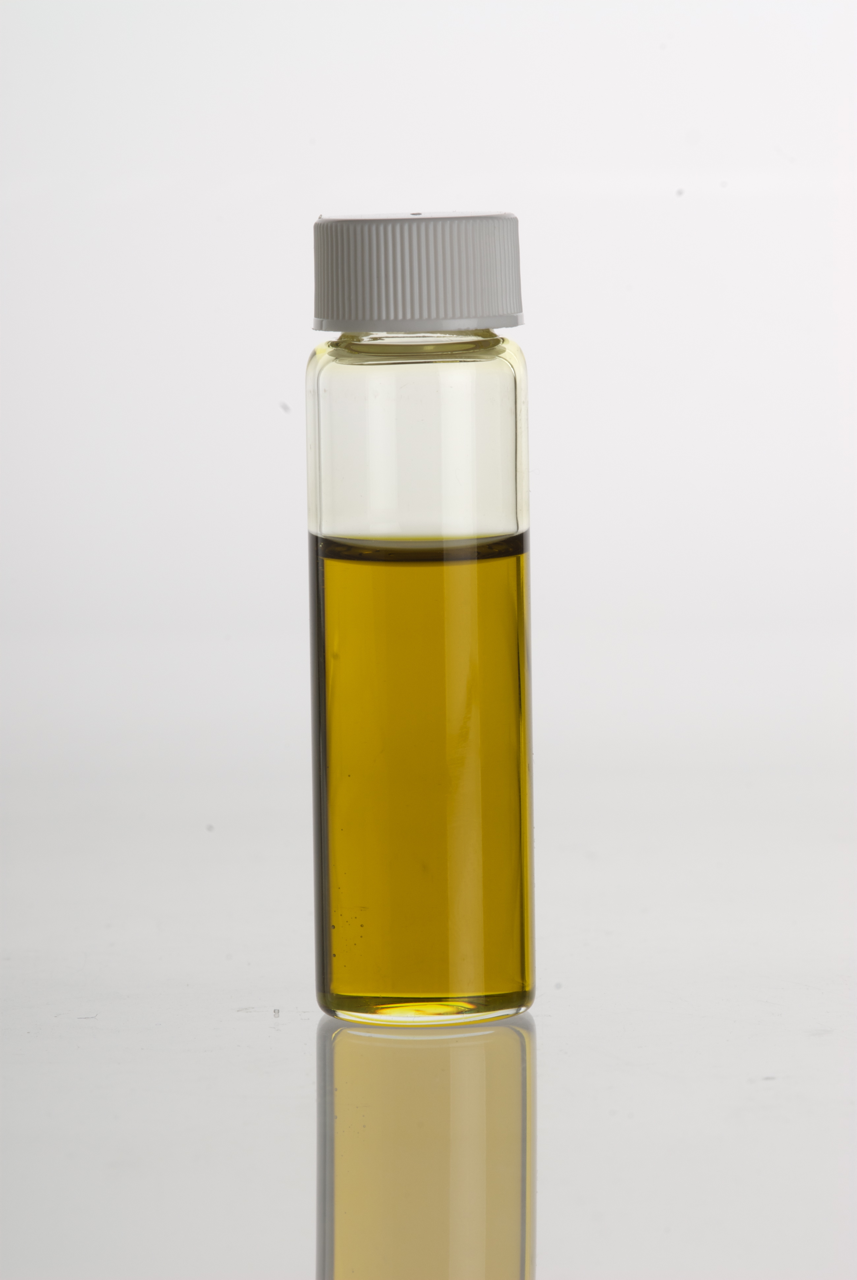
Óleo de abacate.

O óleo de abacate é um óleo comestível extraído da polpa do abacate, fruto da Persea americana. É usado como óleo comestível tanto cru quanto para cozinhar, onde é conhecido pelo seu alto ponto de fumaça. Também é usado para lubrificação e em cosméticos.
O óleo de abacate tem um ponto de fumaça excecionalmente alto: 250 °C (482 °F) para óleo não refinado e 271 °C (520 °F) para refinado. O ponto de fumaça exato depende da qualidade do refinamento e da forma como o óleo é armazenado.

## Usos
O óleo de abacate funciona bem como óleo carreador para outros sabores. É rico em gorduras monoinsaturadas e vitamina E, e também melhora a absorção de carotenoides e outros nutrientes.
Após a secagem da polpa do abacate para remover o máximo de água possível (a polpa tem cerca de 65% de água), o óleo para cosméticos geralmente é extraído com solventes em temperaturas elevadas. Após a extração, geralmente é refinado, branqueado e desodorizado, resultando num óleo amarelo inodoro. O óleo de abacate comestível prensado a frio geralmente não é refinado, como o azeite de oliva extra virgem, por isso retém as características de sabor e cor da polpa da fruta.

## Potencial adulteração
Um estudo realizado na Universidade da Califórnia, Davis, em 2020, determinou que a maior parte do óleo de abacate nacional e importado vendido nos EUA estava rançoso antes da data de validade ou foi adulterado com outros óleos. Em alguns casos, os investigadores descobriram que as garrafas rotuladas como óleo de abacate “puro” ou “extra virgem” continham quase 100% de óleo de soja.

## Propriedades
O óleo de abacate não é derivado de sementes; ele é prensado da polpa carnuda que envolve o caroço do abacate. O óleo de abacate não refinado da cultivar 'Hass' tem um sabor característico, é rico em ácidos gordos monoinsaturados e tem um alto ponto de fumaça (≥ 250 °C (482 °F)), tornando-o um bom óleo para fritar. O óleo de abacate prensado a frio 'Hass' é verde-esmeralda brilhante quando extraído; a cor é atribuída aos altos níveis de clorofilas e carotenoides; foi descrito como tendo sabor de abacate, com sabores de grama e manteiga/cogumelo. Outras variedades podem produzir óleos com perfil de sabor ligeiramente diferente; 'Fuerte' foi descrito como tendo mais sabor de cogumelo e menos sabor de abacate.